# Аксіоми відокремлюваності
Визначення топологічного простору задовільняє дуже широкий клас множин. Зокрема, множини, топологія яких мало подібна на топологію метричного простору. Тому, на топологічні простори часто накладають додаткові умови, зокрема, аксіоми відокремлюваності.
Відомі аксіоми відокремлюваності крім імені мають також символьне позначення: T0, T1, T2, T3, T3½, T4 і т. д.
Буква T в цих позначеннях походить від нім. Trennungsaxiom, що означає аксіома відокремлюваності.

## T0— аксіома Колмогорова
Для двох довільних різних точок {\displaystyle \ x} та {\displaystyle \ y} хоча б одна повинна мати окіл, що не містить другу точку.

## T1— аксіома Тихонова
Для двох довільних різних точок {\displaystyle \ x} та {\displaystyle \ y} повинен існувати окіл точки {\displaystyle \ x}, що не містить точку {\displaystyle \ y} та окіл точки {\displaystyle \ y}, що не містить точку {\displaystyle \ x}.

## T2— аксіома Гаусдорфа
Для двох довільних різних точок {\displaystyle \ x} та {\displaystyle \ y} повинні існувати околи {\displaystyle U(x)} та {\displaystyle V(y)}, що не перетинаються.

## T2½
Для двох довільних різних точок {\displaystyle \ x} та {\displaystyle \ y} повинні існувати замкнуті околи {\displaystyle U(x)} та {\displaystyle V(y)}, що не перетинаються.

## CT2
Для двох довільних різних точок {\displaystyle \ x} та {\displaystyle \ y} існує неперервна функція, рівна нулю на {\displaystyle \ x} і одиниці на {\displaystyle \ y}.

## T3
Для довільної замкнутої множини і точки що не належить множині існують їх околи, що не перетинаються.

## T3½
Для довільної замкнутої множини і точки що не належить множині існує неперервна функція, рівна нулю на множині і одиниці у точці.
Простори, що задовільняють аксіому T3½ називаються повністю регулярними просторами чи тихонівськими просторами.

## T4
Для двох довільних замкнутих множин, що не перетинаються існують їх околи що не перетинаються.

## Дивись також
- Сепарабельний простір
- Принцип віддільності